# Kristin Westphal
Kristin Westphal (* 1953) ist eine deutsche Erziehungswissenschaftlerin und Hochschullehrerin.

## Leben
Westphal studierte Lehramt an Grund-, Haupt- und Realschulen an der Johann Wolfgang Goethe-Universität Frankfurt am Main und schloss das Studium nach dem Referendariat mit dem Zweiten Staatsexamen ab. Sie war im Anschluss als Grundschullehrerin und in der Aus- und Weiterbildung von sozialpädagogischen Fachkräften tätig. Von 1996 bis 2001 war Westphal Pädagogische Mitarbeiterin am Fachbereich Erziehungswissenschaft der Johann Wolfgang Goethe-Universität; dort promovierte sie 1996. Die Habilitation erfolgte 2002 an der Justus-Liebig-Universität Gießen mit der venia legendi für Erziehungswissenschaft. Im Jahr 2003 erhielt Westphal einen Ruf an die Universität Koblenz-Landau für die Professur für Grundschulpädagogik, den sie bis zu ihrem Ruhestand innehatte.

## Schriften (Auswahl)
- mit Johannes Bilstein (Hrsg.): Tiere – pädagogisch-anthropologische Reflexionen, Springer VS, Wiesbaden 2018, ISBN 978-3-658-13786-1.
- mit Malte Brinkmann (Hrsg.): Grenzerfahrungen. Phänomenologie und Anthropologie pädagogischer Räume, 2., korrigierte Auflage, Beltz Juventa, Weinheim/Basel 2015, ISBN 978-3-7799-3024-2.
- Zwischen Himmel und Erde. Annäherungen an eine kulturpädagogische Theorie des Raumerlebens (Zugl.: Frankfurt (Main), Univ., Diss., 1996), Lang, Frankfurt am Main / Berlin / Bern / New York / Paris / Wien 1997, ISBN 978-3-631-31287-2.